# Art (gruppo musicale)
Gli Art, originariamente fondati con il nome The V.I.P.'s, sono stati un gruppo di rock psichedelico britannico attivo negli anni '60. La band è stata un punto di passaggio tra il rhythm and blues britannico dei V.I.P.'s e l'hard rock della band successiva chiamata Spooky Tooth e nata dalle ceneri degli Art.

## Storia

### 1963-1966: The V.I.P.'s
The V.I.P.'s nacquero a Carlisle, nella contea di Cumberland alla fine del 1963. Alcuni membri del gruppo avevano suonato con The Ramrods, con i Dino and the Danubes e con The Dakotas. La band era formata da Mike Harrison alla voce, Greg Ridley al basso, Frank Kenyon e Jimmy Henshaw alle chitarre e Walter Johnstone alla batteria e suonava un energico rhythm and blues britannico. Nel 1964 incise con la RCA Victor il primo singolo intitolato Don't Keep Shoutin' at Me. 
Con il trasferimento a Londra la band suonò nei maggiori club di R'n'B della città, firmando prima con la CBS con cui incisero il 7" Wintertime, e poi con la Philips/Fontana, con cui il gruppo incise Mercy, Mercy / That's My Woman ancora come The V.I.P.'s.
L'ingresso alla Island Records portò al singolo I Wanna Be Free, con cui la band ottenne un discreto successo in Europa. Nel 1966 ci furono cambi di formazione ed entrarono nel gruppo Keith Emerson all'organo, Luther Grosvenor alla chitarra e Mike Kellie alla batteria. Fu poi determinante l'incontro con Guy Stevens che produsse il loro ultimo singolo intitolato Straight Down To The Bottom (Island Records, 1967).
Emerson lasciò la band all'inizio del 1967 per formare i The Nice e fu Guy Stevens a suggerire ai quattro rimasti di cambiare il nome, anche a causa del cambio di sonorità.

### 1966-1967: Gli Art
Dopo la fuoruscita di Keith Emerson ci fu l'approdo a un nuovo genere musicale, il rock psichedelico. Sotto l'influenza di altre formazioni che stavano sperimentando nuove sonorità, gli Art registrarono l'album Supernatural Fairy Tales nella primavera del 1967 che vedeva sempre Guy Stevens alla produzione artistica. Tra i brani di questo album, quello che destò maggior attenzione fu What's That Sound, che altro non era se non la cover di For What It's Worth dei Buffalo Springfield. Pubblicato anche a 45 giri, il disco non entrò in classifica ma fu uno dei maggiori successi delle radio pirata che all'epoca sfidavano il monopolio della BBC, quali Radio London e Radio Caroline.
Gli Art parteciparono poi ad un album psichedelico intitolato Featuring The Human Host And The Heavy Metal Kids di un collettivo noto come Hapshash and the Coloured Coat, fondato da Guy Stevens la partnership musicale d'avanguardia di Michael English e Nigel Waymouth. I musicisti coinvolti in questo progetto erano Mike Harrison alle tastiere e alla voce, Luther Grosvenor alle chitarre, Greg Ridley al basso e Mike Kellie alla batteria, oltre a Stevens, English e Waymouth. Era la prima volta che il termine "heavy metal" veniva usato nella musica, anche se quell'album non aveva nulla a che fare con la musica heavy metal, essendo più vicino alla musica psichedelica. L'album è stato pubblicato nel 1967 dalla Liberty Records e conteneva solo cinque canzoni da due a più di 15 minuti di musica psichedelica e quasi meditativa.
Nell'ottobre 1967 entrò nella formazione il tastierista americano Gary Wright, con cui gli Art cambiarono ancora sonorità, decidendo di cambiare nome diventando così gli Spooky Tooth. Gli Spooky Tooth continuarono la loro relazione artistico/produttiva con la Island ottenendo finalmente anche il successo commerciale.

## Formazione
- Mike Harrison (voce)
- Greg Ridley (basso)
- Frank Kenyon (chitarra ritmica) (1963–67)
- Jimmy Henshaw (chitarra solista) (1963–67)
- Keith Emerson (organo)(1966–67)
- Luther Grosvenor (chitarra solista) (1967)
- Walter Johnstone (batteria) (1963–67)
- Mike Kellie (batteria) (1967)

## Discografia

### Art
Album in studio
- 1967 Supernatural Fairy Tales, Island Records

Singoli ed EP
- 1967 What's That Sound (For What It's Worth), Island Records

### The V.I.P.'s
Singoli ed EP
- 1964 Don't Keep Shouting at Me, RCA Victor
- 1965 Wintertime, CBS
- 1966 Mercy, Mercy / That's My Woman
- 1966 I Wanna Be Free, Island Records
- 1967 Straight Down to the Bottom, Island Records

Greatest hits
- 1987 I Wanna Be Free
- 1994 The V.I.P.'s
- 2006 The Complete V.I.P.'s, Repertoire Records